# Шеридан (Орегон)
Шеридан (енгл. Sheridan) град је у америчкој савезној држави Орегон.

## Демографија
По попису из 2010. године број становника је 6.127, што је 2.557 (71,6%) становника више него 2000. године.
| Група             | 2000.         | 2010.         |
| Белци             | 3.028 (84,8%) | 4.156 (67,8%) |
| Афроамериканци    | 12 (0,3%)     | 338 (5,5%)    |
| Азијати           | 23 (0,6%)     | 127 (2,1%)    |
| Хиспаноамериканци | 274 (7,7%)    | 1.020 (16,6%) |
| Укупно            | 3.570         | 6.127         |